# Antonio Bevilacqua (wielrenner, 1918)
Antonio Bevilacqua (Santa Maria di Sala, 22 oktober 1918 - Mestre, 29 maart 1972) was een Italiaans wielrenner.
Bevilacqua, ook wel "Toni" genoemd was een van de sterkste naoorlogse Italiaanse renners. Hij behaalde de overwinning in Parijs-Roubaix in 1951. In datzelfde jaar werd hij ook derde op het wereldkampioenschap op de weg in Varese, na Kübler en Magni. Hij was een goede tijdrijder.
Bevilacqua was ook een pisterenner. In de discipline achtervolging werd hij wereldkampioen in 1950 in Rocourt en in 1951 in Milaan. Hij werd 2e in 1947 en 1952 en 3e in 1948 en 1953. Hij werd ook vier keer Italiaans kampioen in 1943, 1949, 1950 en 1951.

## Belangrijkste overwinningen
1943
- Italiaans kampioen Achtervolging (baan), Elite

1946
- 2e etappe Ronde van Italië
- 4e etappe deel A Ronde van Italië

1947
- 13e etappe Ronde van Italië

1948
- 7e etappe Ronde van Italië

1949
- Italiaans kampioen Achtervolging (baan), Elite
- 18e etappe Ronde van Italië

1950
- Milaan-Vicenza
- Italiaans kampioen Achtervolging (baan), Elite
- Italiaans kampioenschap op de weg, Elite
- Tre Valli Varesine
- Wereldkampioen Achtervolging (baan), Elite
- Trofeo Baracchi
- 4e etappe Ronde van Italië
- 12e etappe Ronde van Italië

1951
- Italiaans kampioen Achtervolging (baan), Elite
- Parijs-Roubaix
- Wereldkampioen Achtervolging (baan), Elite
- 2e etappe Ronde van Italië
- 20e etappe Ronde van Italië

1952
- Milaan-Vignola
- 3e etappe Ronde van Italië
- 20e etappe Ronde van Italië

1953
- Coppa Bernocchi

## Resultaten in voornaamste wedstrijden
| Jaar | Ronde van Italië | Ronde van Frankrijk | Ronde van Spanje |
| ---- | ---------------- | ------------------- | ---------------- |
| 1940 | opgave           |                     |                  |
| 1942 |                  |                     |                  |
| 1946 | 17e (2)          |                     |                  |
| 1947 | opgave (1)       |                     |                  |
| 1948 | opgave (1)       | 33e                 |                  |
| 1949 | 40e (1)          |                     |                  |
| 1950 | 29e (2)          |                     |                  |
| 1951 | 26e (2)          |                     |                  |
| 1952 | 69e (2)          |                     |                  |
| 1953 | opgave           |                     |                  |
| 1954 | opgave           |                     |                  |

| Jaar | Milaan-San Remo | Parijs-Roubaix | Ronde van Lombardije |  | WK op de weg |
| ---- | --------------- | -------------- | -------------------- |  | ------------ |
| 1940 |                 |                |                      |  |              |
| 1942 | ↑               |                | 7e                   |  |              |
| 1946 |                 |                |                      |  |              |
| 1947 |                 |                |                      |  |              |
| 1948 |                 |                |                      |  |              |
| 1949 |                 |                | 18e                  |  |              |
| 1950 |                 | 32e            | Zilver               |  |              |
| 1951 | 26e             | ↑              | 24e                  |  | ↑            |
| 1952 | 33e             |                |                      |  | 10e          |
| 1953 |                 |                |                      |  |              |
| 1954 |                 |                |                      |  |              |